# Пані в блакитному (Сомов)
«Пані в блакитному» (рос. Дама в голубом) — картина російського художника Костянтина Сомова.

## Передісторія

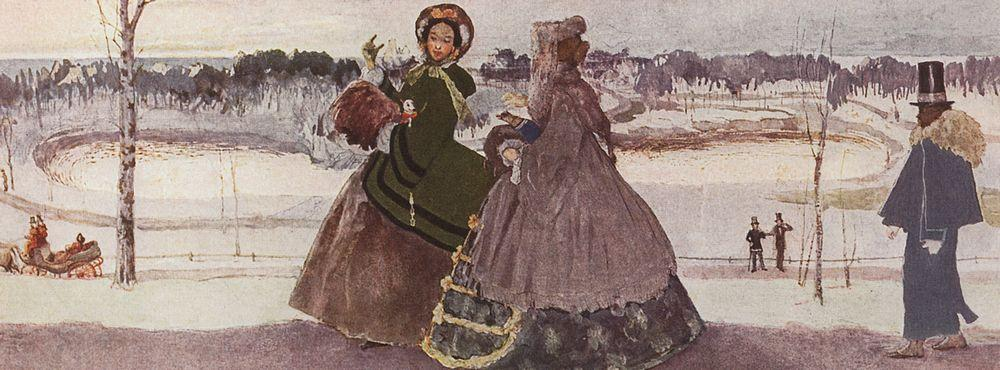
Сомов Костянтин Андрійович (1869—1936). «Прогулянка взимку», 1896 р.

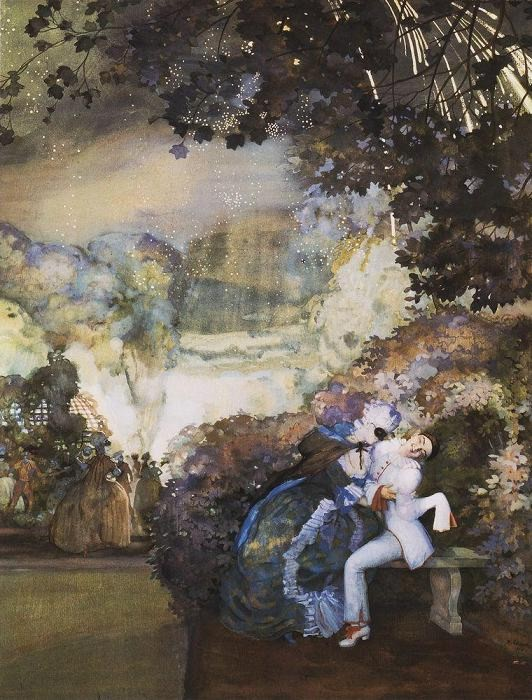
Костянтин Сомов. «Пані з П'єро» (Феєрверк), 1910 рік, Одеський художній музей

Костянтин Сомов був як продуктом дворянської культури, так і її діяльним прихильником. Син працівника Імператорського Ермітажу, він рано залучився до культури минувшини і саме вона сформувала його інтереси і більшість тем в мистецтві раннього періоду. Звідси декотра ідеалізація дворянського побуту кінця 18 століття та початку 19-го, всі ці сцени з регулярними садами, нескінченними прогулянками, маскарадами і фейєрверками. В творах Сомова могли помінятися сезони (літо на зиму), але не поведінка і не прагнення персонажів, наче позбавлених серйозності і пошуків змісту свого існування. В ранніх творах панують прогулянки, флірт, участь персон в маленьких святах справляють враження марноти і переводили його персонажів в ранг малих, незначимих, майже лялькових осіб. Навіть його батько, побачивши ранні твори сина, назвав їх «навмисно картавим дитячим гуканням». Як влучно помітив хтось, художник спочатку неохоче покидав «добу бісеру та (садибних, дворянських) альбомів».
Зовсім іншим поставав художник в ескізах з натури та пейзажах — позбавлених стилізації і зламів доби декадансу і модерну.
Художник декілька разів відвідав Німеччину, США, Францію, як з метою знайомства з європейським та французьким мистецтвом, так і для лікування. Серед майстрів, яких особливо полюбляв — Ватто, Шарден, Жан-Оноре Фрагонар, Дега. Французький імпресіонізм знав, але залишився прихильником реалізму, нехай і в ретроспективному відтворенні. Новітні течії мистецтва Франції кінця 19-го, першої третини 20 століття не мали впливу на твори Сомова ні в молоді роки, ні в еміграції.
При цьому Сомов відштовхував і не сприймав бридку, на його смаки, реальність, відштовхуючи від себе і своєї творчості сучасність, та залишаючись у межах дворянської культури і її ретроспекцій. Це спричинило негативні оцінки творчості художника з боку критика В. В. Стасова та І. Ю. Рєпіна, у якого недовго навчався Сомов.
Несприйняття, свідоме відштовхування від себе бридкої реальності було доволі поширеним явищем і притаманним не лише естету Костянтину Сомову. Портрет створювався з довгими перервами через хворобу Мартинової і необхідності для неї виїздити на лікування. Постало питання, що робити з готовим твором. Продавати портрет Мартинова рішуче відмовлялась. В оточенні Сомова мистецтво вважали галуззю, позбавленої чистогану, забуваючи, що картина у суспільстві є товаром. В листі до Сомова вона писала: 
| Можливо, Ви будете здивовані, Костянтине Андрійовичу, отримавши цього листа, і негайно приїдете до мене, почнете з усмішкою та декотрою іронією переконувати мене дивитись на речі інакше, але мені це байдуже... Я позувала Вам для Вас, для чистого мистецтва, а не для того, щоби Ви отримали за мій смуток у очах, за мою душу та страждання гроші... Я не хочу цього ! Залиште портрет у себе, киньте у вогонь, якщо Ви жалкуєте віддати його мені, подаруйте його безкоштовно в галерею... |
Але Сомов мав заробляти на життя продажем картин. До того ж йому було приємно, що портрет запропонували продати до збірок Третьяковської галереї. Сомов продав портрет московській галереї Третьякова. Мартинова померла через рік від ускладнень туберкульозу.

## Опис
Постать молодої жінки наближена до переднього плану картини. Вона в стилізованому вбранні під минувшину. Молоді панянки тої доби носили дещо інше вбрання. У неї маленька книжка в руці і надзвичайний смуток в очах, що переходить в страждання. Якщо це початок 19 століття, то пані в картині мала б читати французький роман, а персонажі на тлі картини — її видіння.
Присутнє протиріччя між пані в парадному вбранні і безтурботним, галантним тлом картини. На тлі старовинний реглярний сад і на садовій лаві пара віддалася музикуванню. Наче на паркову безтурботність сценки натякає і постать невідомого в костюмі доби ампір.
Численні твори Сомова залишали враження дивакуватості, гостроти ситуації, нетутешності теми і навіть особливості техніки виконання. Митець поєднував дивацьке і незвичне з реальним, іноді створеним натуралістично точно. Все це притаманно і портрету пані в блакитному. Звідси такі контрасти між галантним тлом і суворим реалізмом відтворення пані, на обличчі котрої нема і натяку на люб'язність чи світську привітність. Було враження, що вона нерішуче зупинилась перед театральною декорацією.
Яким серйозним і відповідальним майстром він став, розказали його ескізи з натури (про котрі згадував Олександр Бенуа) та численні портрети його роботи, створені пізніше.

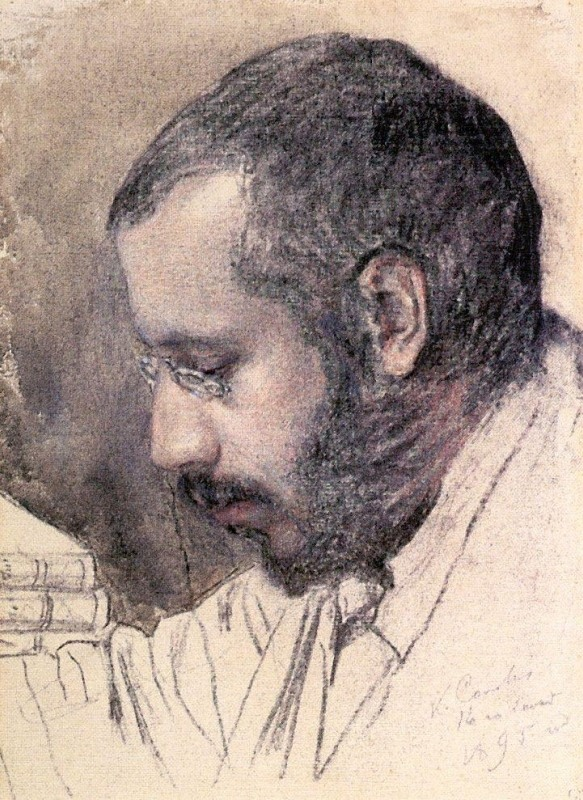
Сомов. К.А. «Портрет Олександра Бенуа», 1895 р., малюнок, акварель
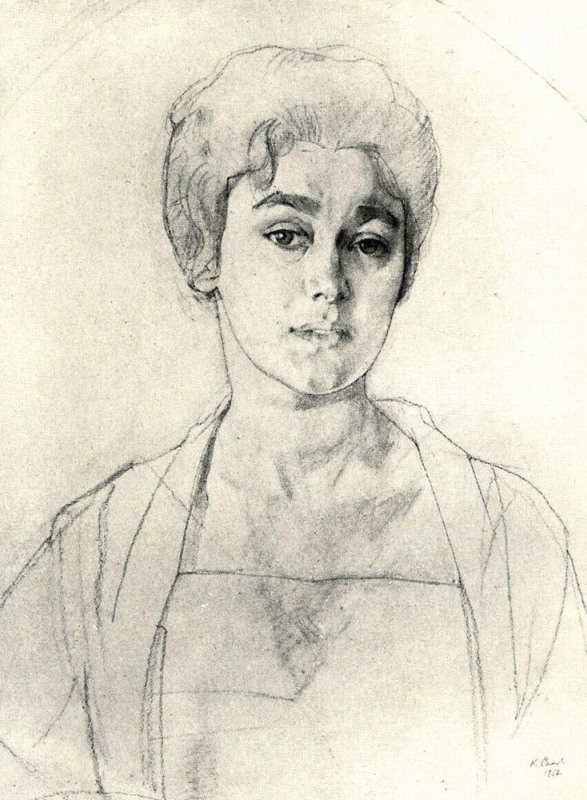
Сомов. К.А. «Висоцька Н.Г.», 1917 р.
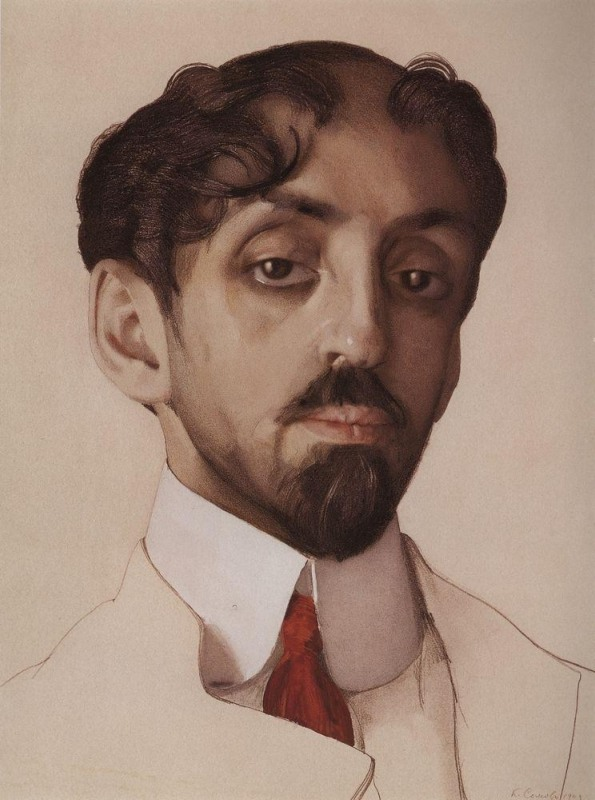
Сомов. К.А. «Поет Михайло Кузмін», 1909 р. (ескіз в білому костюмі)
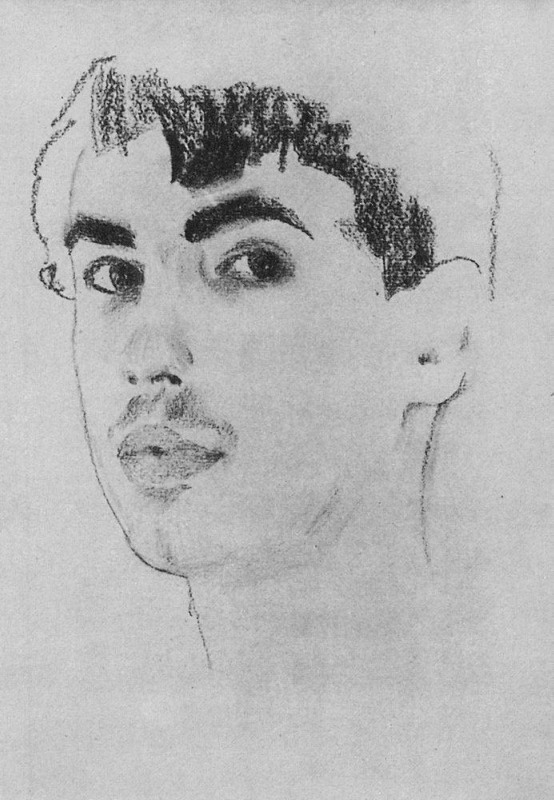
Сомов. К.А. «Танцівник Поздняков Н.С.», 1910 р.
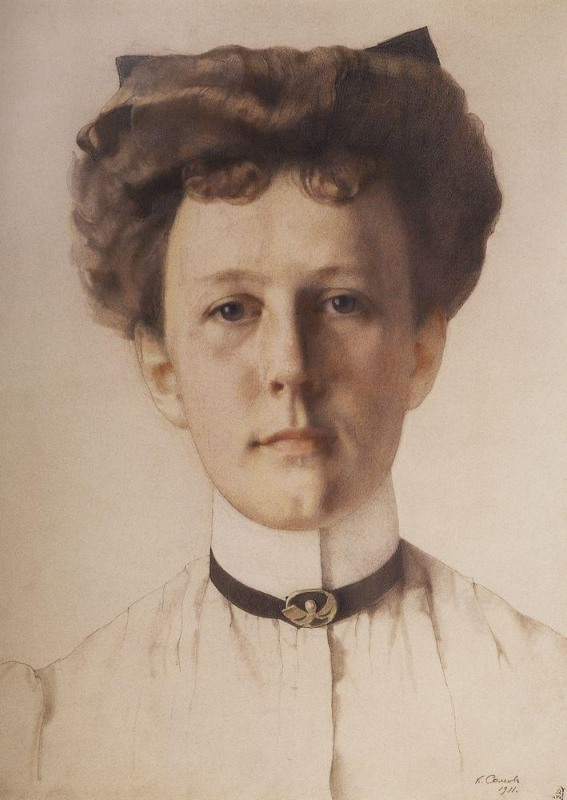
Сомов. К.А. «Пані  А.А. Нольде, 1911 р.